# Карлстрём, Персеус
Персеус Карлстрём (швед. Perseus Karlström; род. 2 мая 1990, Эскильстуна, Сёдерманланд) — шведский легкоатлет, специалист по спортивной ходьбе, чемпион Европы 2024 года, 4-кратный призёр чемпионатов мира, призёр чемпионата Европы, победитель Кубков мира и Европы, действующий рекордсмен страны в нескольких дисциплинах, участник двух летних Олимпийских игр. Выступает за сборную Швеции по лёгкой атлетике с 2007 года.

## Биография
Персеус Карлстрём родился 2 мая 1990 года. Сын известных легкоатлетов мирового уровня, шведки Сив Густавссон и мексиканца Энрике Веры Ибаньеса, переехавшего на постоянное жительство в Швецию.
Дебютировал на международном уровне в сезоне 2007 года, когда вошёл в состав шведской сборной и выступил на Кубке Европы по спортивной ходьбе в Ройал-Лемингтон-Спа, где в гонке юниоров на 10 км занял итоговое 31-е место. Позднее стартовал в ходьбе на 10 000 метров на юношеском мировом первенстве в Остраве, показал на финише 24-й результат.
В 2008 году в тех же дисциплинах занял 33-е и 30-е места на Кубке мира в Чебоксарах и на юниорском мировом первенстве в Быдгоще.
В 2009 году в ходьбе на 10 000 метров финишировал девятым на юниорском европейском первенстве в Нови-Саде.
В 2010 году в ходьбе на 20 км показал 42-й результат на Кубке мира в Чиуауа.
В 2011 году среди прочего отметился выступлением на Кубке Европы в Ольяне и на молодёжном европейском первенстве в Остраве.
В 2012 году в дисциплине 20 км занял 53-е место на Кубке мира в Саранске.
В 2013 году стартовал на Кубке Европы в Дудинце. Будучи студентом, представлял Швецию на Всемирной Универсиаде в Казани — в зачёте ходьбы на 20 км с результатом 1:30:19 закрыл двадцатку сильнейших. Принимал участие в чемпионате мира в Москве — в дисциплине 20 км показал время 1:28:20, расположившись в итоговом протоколе на 38-й строке.
На чемпионате Европы 2014 года в Цюрихе на дистанции 20 км занял 15-е место.
В 2015 году в 20-километровой ходьбе финишировал восьмым на Кубке Европы в Мурсии, сошёл с дистанции на чемпионате мира в Пекине.
В 2016 году участвовал в командном чемпионате мира по спортивной ходьбе в Риме, в 50-километровой дисциплине сошёл. Выполнив олимпийский квалификационный норматив (1:24:00), удостоился права защищать честь страны на летних Олимпийских играх в Рио-де-Жанейро — в программе ходьбы на 20 км так же не финишировал.
В 2017 году на Кубке Европы в Подебрадах выиграл бронзовую медаль в личном зачёте 20 км, на чемпионате мира в Лондоне занял 37-е место.
В 2018 году финишировал восьмым на командном чемпионате мира в Тайцане, закрыл двадцатку сильнейших на чемпионате Европы в Берлине.
В 2019 году превзошёл всех соперников в личном зачёте 20 км на Кубке Европы в Алитусе, в то время как на соревнованиях Gran Premio Cantones de La Coruña в Ла-Корунье финишировал четвёртым и установил ныне действующий рекорд Швеции — 1:18:07. На чемпионате мира в Дохе преодолел дистанцию 20 км за 1:27:00 и завоевал бронзовую награду (стал первым мужчиной из Швеции, выигравшим медаль чемпионата мира в спортивной ходьбе).
В 2021 году победил в 20-километровой ходьбе на командном чемпионате Европы в Подебрадах. Принимал участие в Олимпийских играх в Токио — в дисциплине 20 км с результатом 1:22:29	стал девятым.
В 2022 году отметился победой на командном чемпионате мира в Мускате, в дисциплине 20 км получил серебро на чемпионате Европы в Мюнхене, тогда как на чемпионате мира в Орегоне дважды поднимался на пьедестал почёта: взял бронзу на дистанциях 20 и 35 км.
В 2023 году на чемпионате мира по лёгкой атлетике, который состоялся в Будапеште, шведский атлет, в спортивной ходьбе на 20 километров, с результатом 1:17:39 и национальным рекордом, стал серебряным призёром чемпионата мира.
В Риме, в июне 2024 года, на чемпионате Европы стал чемпионом на дистанции 20 км. 
Приходится братом другому известному шведскому ходоку Ато Ибаньесу, так же выступавшему за шведскую сборную.